# Paulo Vida
Paulo Jorge Vida Ribeiro, plus communément appelé Paulo Vida, est un footballeur portugais né le 9 décembre 1971 à Odivelas. Il joue au poste d'attaquant.

## Biographie
Durant son adolescence, Vida évolue d'abord dans les équipes de jeunes de Belenenses puis du club de sa ville natale, l'Odivelas FC. Après une dernière année en junior à l'Estrela Amadora, il fait ses débuts dans l'équipe première du club amateur du Seixal FC. Après deux saisons passées à l'Odivelas FC, il découvre la deuxième division avec l'Académica Coimbra. Il joue ensuite à l'Estoril-Praia et au Desportivo das Aves. Avec ce dernier club, il termine meilleur buteur de deuxième division lors de la saison 1995-1996, en inscrivant 22 buts.
À la suite de ses bonnes performances au Portugal, il débarque en France, en Ligue 2, à Châteauroux, au début de la saison 1996-1997. Il y réalise « un passage anonyme », n'inscrivant qu'un seul but en 17 matchs de championnat. Il ne reste que six mois à La Berrichonne, avant de retourner dans son pays natal.
Dès son retour au pays, il s'engage avec le Gil Vicente et joue, pour la première fois de sa carrière, en première division. Il joue ensuite à l'União Leiria, à Penafiel et au Paços de Ferreira, clubs évoluant en deuxième division. Il retrouve ensuite la première division avec l'União Leiria, Campomaiorense, le Paços de Ferreira et le Varzim Sport Club.  
Au début de l'année 2004, en perte de vitesse au Paços de Ferreira, il est prêté à l'US Créteil-Lusitanos, club de Ligue 2 française, qui cherche un buteur. Lors de son passage chez les franciliens, il inscrit cinq buts en dix-sept matchs.
Il retourne ensuite dans son pays natal, et joue en faveur du Dragões Sandinenses et du GD Ribeirão, deux clubs évoluant en troisième division, avant de raccrocher définitivement les crampons.
Le bilan de sa carrière professionnelle est de 91 matchs en première division portugaise, pour 19 buts marqués, 176 matchs matchs en deuxième division portugaise, pour 81 buts marqués, et enfin 34 matchs en Ligue 2 française, pour 6 buts inscrits.